# Comin' from Where I'm From
Comin' from Where I'm From è il secondo album in studio del cantante statunitense Anthony Hamilton, pubblicato nel 2003.

## Tracce
1. Mama Knew Love – 3:28
2. Cornbread, Fish & Collard Greens – 4:33
3. Since I Seen't You – 3:15
4. Charlene – 4:06
5. I'm a Mess – 4:24
6. Comin' from Where I'm From – 4:00
7. Better Days – 3:02
8. Lucille – 4:28
9. Float – 5:41
10. My First Love (featuring LaToiya Williams) – 6:14
11. Chyna Black – 3:59
12. I Tried – 5:02

## Classifiche
| Classifica (2003) | Posizione raggiunta |
| ----------------- | ------------------- |
| Stati Uniti       | 33                  |